# Wiktory 2001
Nagrody Wiktorów za rok 2001
Ceremonia wręczenia statuetek Wiktora miała miejsce 18 marca 2002 roku w Teatrze Narodowym w Warszawie. Była to 17. edycja konkursu, a galę poprowadzili Krystyna Janda i Marek Kondrat.
Aż 3 Wiktory odebrał Adam Małysz – w kategoriach: największe odkrycie telewizyjne, najpopularniejszy sportowiec i Wiktor publiczności.
Na gali występowali Edyta Górniak, Marek Torzewski i Golec uOrkiestra. Nieszczęśliwe zdarzenia to upadek Ryszarda Kapuścińskiego i Ewy Drzyzgi, która dodatkowo złamała obcas w bucie. Ponadto Max Kolonko zbiegł ze sceny i wręczył kwiaty prezydentowej Jolancie Kwaśniewskiej. Kontrowersje wzbudziła także skąpa kreacja, w której wystąpiła Edyta Górniak.

## Lista laureatów
- Najpopularniejszy polityk – Leszek Miller
- Najwyżej ceniony dziennikarz, komentator, publicysta – Mariusz Max Kolonko
- Najpopularniejszy aktor telewizji – Janusz Gajos
- Piosenkarz lub artysta estrady – Golec uOrkiestra
- Najlepszy prezenter lub spiker telewizyjny – Jolanta Pieńkowska
- Twórca programu telewizyjnego lub artystycznego – Olga Lipińska za Kabaret Olgi Lipińskiej
- Osobowość telewizyjna – Ewa Drzyzga
- Największe odkrycie telewizyjne – Adam Małysz
- Najpopularniejszy sportowiec – Adam Małysz
- Wiktor publiczności – Adam Małysz
- Superwiktory – Jerzy Stuhr, Monika Olejnik, Jolanta Kwaśniewska, Daniel Olbrychski i Ryszard Kapuściński